# Bittacus lineatus
Bittacus lineatus is een schorpioenvlieg uit de familie van de hangvliegen (Bittacidae). De wetenschappelijke naam van de soort is voor het eerst geldig gepubliceerd door Navás in 1914.
De soort komt voor in Kenia.